# Petersburger Nächte. Walzer an der Newa
Petersburger Nächte. Walzer an der Newa ist ein deutscher Musikfilm von 1935 unter der Regie von E. W. Emo. Die Hauptrollen sind neben Paul Hörbiger, der den Komponisten Johann Strauß verkörpert und Theo Lingen, der Strauß’ Konzertagenten spielt, mit Ernst Dumcke in der Rolle des Kriegsministers und Eliza Illiard als Gräfin Olga besetzt. 

## Handlung
Johann Strauß, von den Wienern liebevoll als „Walzerkönig“ bezeichnet, ist sich sicher, dass seine Ernennung zum Hofballmusikdirektor unmittelbar bevorsteht. Als man ihm eine Tournee durch Russland anbietet, lehnt er ab, da er den für ihn wichtigen Termin keinesfalls versäumen möchte. Tief gekränkt muss er kurz darauf zur Kenntnis nehmen, dass die österreichische Regierung argumentiert, für solche Dinge momentan keine Zeit zu haben und die ihm wichtige Ernennung als Belanglosigkeit abtut. Aus dieser Verärgerung heraus entschließt sich der Komponist das Engagement in Russland nunmehr anzunehmen.
Als er während seiner Tournee in einem Gasthaus logiert, lernt er die junge Olga kennen und ist fasziniert von ihr. Da Olga ähnlich empfindet, kommt es zu einer Liebesnacht zwischen beiden. Strauß hat der jungen Frau eine Konzertkarte für seinen nächsten Auftritt geschenkt. Als der Komponist am nächsten Morgen erwacht, ist Olga ohne eine Nachricht zu hinterlassen verschwunden. Strauß möchte sie unbedingt wiedersehen und findet die Idee des Dirigenten Ptytschkin gar nicht so abwegig. Dieser schlägt nämlich vor, die Karten des Konzerts an seine 1500 Mitglieder zählende Musikvereinigung zu vergeben, die dann aber dem Konzert fernbleiben würden, sodass Olga, sollte sie die geschenkte Karte, nutzen, die einzige Besucherin wäre. Und tatsächlich geht Ptytschkins Plan auf. Strauß’ Glücksgefühle sind jedoch nur von kurzer Dauer, da er erfahren muss, dass Olga, bei der es sich um die Gräfin Woronzoff handelt, mit dem russischen Kriegsminister Wassiltschikow verlobt ist. 

## Produktionsnotizen
Die Dreharbeiten für den 1934 von der Majestic-Film GmbH (Berlin) produzierten Film begannen am 22. Oktober 1934 und dauerten bis in den November 1934 hinein. Die Filmbauten stammen von Erich Czerwonski und Alfred Bütow. 
Musik im Film
- Alle Geigen singen nur ‚Du‘, Komposition von Johann Strauß
- Heimat, Komposition von Franz Doelle

## Rezeption

### Veröffentlichung
Am 29. Dezember 1934 wurde Petersburger Nächte. Walzer an der Newa unter der Nummer B.38196 mit einem Jugendverbot belegt. Am 13. Januar 1984 erfolgte eine erneute FSK-Prüfung unter der Nummer 04744, in der der Film ab 12 Jahren freigegeben wurde mit dem Zusatz „nicht feiertagsfrei“. Die Uraufführung des Films fand am 4. Januar 1935 im Ufa-Palast am Zoo in Berlin statt. In Österreich lauteten die Verleihtitel: Walzer an der Newa sowie Walzer aus Wien.

### Kritik
Das Lexikon des internationalen Films sprach in seiner Kritik von einer „unbekümmerte[n] musikalische[n] Komödie“, die „den Anfängen der Tonfilmzeit entsprechend mehr um Ohrenschmaus als um Augenweide bemüht“ sei.
Der Autor Karlheinz Wendtland kritisierte, dass die „Atmosphäre in Petersburg […] nicht so getroffen worden“ sei, „wie es hätte sein können“ und merkte an: „Akkuratesse ist nötig; denn das Publikum ist sachverständiger, als manche Filmleute glauben.“

### Weitere Verfilmungen
Von 1928 bis 2006 aufgeführte weitere Verfilmungen, in denen Johann Strauß (Sohn) thematisiert wird.